# ختم‌آباد
1. ختم سربنان

ختم‌آباد ، روستایی از توابع بخش مرکزی شهرستان زرند در استان کرمان ایران است.

## جمعیت
این روستا در دهستان سربنان قرار دارد و براساس سرشماری مرکز آمار ایران در سال ۱۳۸۵، جمعیت آن ۲۹۰ نفر (۷۴خانوار) بوده‌است.
ولی جمعیت متغیر ان حدود 500نفر می باشد